# Give me everything
Give Me Everything is een single van de Cubaans-Amerikaanse rapper Pitbull uit 2011. Het nummer is na Hey Baby (Drop It to the Floor), de tweede single van zijn zesde studioalbum Planet Pit welke op 17 juni 2011 werd uitgebracht. Het nummer is geschreven door Pitbull zelf in samenwerking met de Amerikaanse R&B singer-songwriter Ne-Yo en de Nederlandse producer en dj Afrojack. Naast Pitbull en Ne-Yo is ook Nayer in het nummer te horen, terwijl Afrojack het geproduceerd heeft. Voor Pitbull werd dit na I know you want me (Calle ocho) uit 2009 zijn tweede nummer 1-hit in de Nederlandse Top 40. In de Nederlandse Single Top 100 kwam het nummer tot de tweede plaats. In de Vlaamse Ultratop 50 werd het zijn derde nummer 1-hit.

## Hitnoteringen

### Nederlandse Top 40
| Hitnotering: 14-05-2011 t/m 29-10-2011 | Hitnotering: 14-05-2011 t/m 29-10-2011 | Hitnotering: 14-05-2011 t/m 29-10-2011 | Hitnotering: 14-05-2011 t/m 29-10-2011 | Hitnotering: 14-05-2011 t/m 29-10-2011 | Hitnotering: 14-05-2011 t/m 29-10-2011 | Hitnotering: 14-05-2011 t/m 29-10-2011 | Hitnotering: 14-05-2011 t/m 29-10-2011 | Hitnotering: 14-05-2011 t/m 29-10-2011 | Hitnotering: 14-05-2011 t/m 29-10-2011 | Hitnotering: 14-05-2011 t/m 29-10-2011 | Hitnotering: 14-05-2011 t/m 29-10-2011 | Hitnotering: 14-05-2011 t/m 29-10-2011 | Hitnotering: 14-05-2011 t/m 29-10-2011 |
| Week:                                  | 1                                      | 2                                      | 3                                      | 4                                      | 5                                      | 6                                      | 7                                      | 8                                      | 9                                      | 10                                     | 11                                     | 12                                     | 13                                     |
| -------------------------------------- | -------------------------------------- | -------------------------------------- | -------------------------------------- | -------------------------------------- | -------------------------------------- | -------------------------------------- | -------------------------------------- | -------------------------------------- | -------------------------------------- | -------------------------------------- | -------------------------------------- | -------------------------------------- | -------------------------------------- |
| Positie:                               | 34                                     | 31                                     | 20                                     | 11                                     | 7                                      | 1                                      | 1                                      | 3                                      | 2                                      | 2                                      | 2                                      | 2                                      | 2                                      |
| Week:                                  | 14                                     | 15                                     | 16                                     | 17                                     | 18                                     | 19                                     | 20                                     | 21                                     | 22                                     | 23                                     | 24                                     | 25                                     |                                        |
| Positie:                               | 3                                      | 3                                      | 5                                      | 5                                      | 10                                     | 12                                     | 15                                     | 15                                     | 20                                     | 20                                     | 30                                     | 40                                     | uit                                    |

### NederlandseSingle Top 100
| Hitnotering: 23-04-2011 t/m 26-11-2011 | Hitnotering: 23-04-2011 t/m 26-11-2011 | Hitnotering: 23-04-2011 t/m 26-11-2011 | Hitnotering: 23-04-2011 t/m 26-11-2011 | Hitnotering: 23-04-2011 t/m 26-11-2011 | Hitnotering: 23-04-2011 t/m 26-11-2011 | Hitnotering: 23-04-2011 t/m 26-11-2011 | Hitnotering: 23-04-2011 t/m 26-11-2011 | Hitnotering: 23-04-2011 t/m 26-11-2011 | Hitnotering: 23-04-2011 t/m 26-11-2011 | Hitnotering: 23-04-2011 t/m 26-11-2011 | Hitnotering: 23-04-2011 t/m 26-11-2011 | Hitnotering: 23-04-2011 t/m 26-11-2011 | Hitnotering: 23-04-2011 t/m 26-11-2011 | Hitnotering: 23-04-2011 t/m 26-11-2011 | Hitnotering: 23-04-2011 t/m 26-11-2011 | Hitnotering: 23-04-2011 t/m 26-11-2011 | Hitnotering: 23-04-2011 t/m 26-11-2011 |
| Week:                                  | 1                                      | 2                                      | 3                                      | 4                                      | 5                                      | 6                                      | 7                                      | 8                                      | 9                                      | 10                                     | 11                                     | 12                                     | 13                                     | 14                                     | 15                                     | 16                                     | 17                                     |
| -------------------------------------- | -------------------------------------- | -------------------------------------- | -------------------------------------- | -------------------------------------- | -------------------------------------- | -------------------------------------- | -------------------------------------- | -------------------------------------- | -------------------------------------- | -------------------------------------- | -------------------------------------- | -------------------------------------- | -------------------------------------- | -------------------------------------- | -------------------------------------- | -------------------------------------- | -------------------------------------- |
| Positie:                               | 92                                     | 84                                     | 37                                     | 22                                     | 9                                      | 7                                      | 3                                      | 2                                      | 3                                      | 4                                      | 2                                      | 2                                      | 4                                      | 4                                      | 3                                      | 3                                      | 4                                      |
| Week:                                  | 18                                     | 19                                     | 20                                     | 21                                     | 22                                     | 23                                     | 24                                     | 25                                     | 26                                     | 27                                     | 28                                     | 29                                     | 30                                     | 31                                     | 32                                     |                                        |                                        |
| Positie:                               | 6                                      | 8                                      | 11                                     | 11                                     | 12                                     | 21                                     | 29                                     | 32                                     | 38                                     | 40                                     | 33                                     | 52                                     | 70                                     | 66                                     | 76                                     | uit                                    |                                        |

### VlaamseUltratop 50
| Hitnotering: 16-04-2011 t/m 15-10-2011 | Hitnotering: 16-04-2011 t/m 15-10-2011 | Hitnotering: 16-04-2011 t/m 15-10-2011 | Hitnotering: 16-04-2011 t/m 15-10-2011 | Hitnotering: 16-04-2011 t/m 15-10-2011 | Hitnotering: 16-04-2011 t/m 15-10-2011 | Hitnotering: 16-04-2011 t/m 15-10-2011 | Hitnotering: 16-04-2011 t/m 15-10-2011 | Hitnotering: 16-04-2011 t/m 15-10-2011 | Hitnotering: 16-04-2011 t/m 15-10-2011 | Hitnotering: 16-04-2011 t/m 15-10-2011 | Hitnotering: 16-04-2011 t/m 15-10-2011 | Hitnotering: 16-04-2011 t/m 15-10-2011 | Hitnotering: 16-04-2011 t/m 15-10-2011 | Hitnotering: 16-04-2011 t/m 15-10-2011 |
| Week:                                  | 1                                      | 2                                      | 3                                      | 4                                      | 5                                      | 6                                      | 7                                      | 8                                      | 9                                      | 10                                     | 11                                     | 12                                     | 13                                     | 14                                     |
| -------------------------------------- | -------------------------------------- | -------------------------------------- | -------------------------------------- | -------------------------------------- | -------------------------------------- | -------------------------------------- | -------------------------------------- | -------------------------------------- | -------------------------------------- | -------------------------------------- | -------------------------------------- | -------------------------------------- | -------------------------------------- | -------------------------------------- |
| Positie:                               | 35                                     | 33                                     | 25                                     | 21                                     | 22                                     | 17                                     | 10                                     | 6                                      | 2                                      | 1                                      | 1                                      | 1                                      | 1                                      | 1                                      |
| Week:                                  | 15                                     | 16                                     | 17                                     | 18                                     | 19                                     | 20                                     | 21                                     | 22                                     | 23                                     | 24                                     | 25                                     | 26                                     | 27                                     |                                        |
| Positie:                               | 2                                      | 2                                      | 3                                      | 2                                      | 4                                      | 9                                      | 17                                     | 26                                     | 26                                     | 34                                     | 36                                     | 39                                     | 48                                     | uit                                    |